# COMFORT FACTORY
有限会社COMFORT FACTORY（コンフォートファクトリーー）とは鳥取県鳥取市に本社を置く小売業である。

## 概要
飲食店「トラッドバー・ホワイトホース」、レンタルビデオ店「オズ」、インターネットカフェ「ネットカフェ・ドロシー」、アイスクリーム店「ハニーアイス」などを経営する。このうち、「ハニーアイス」はフランチャイズ本部となっている。

## 沿革
- 2005年2月15日 設立。
- 2005年3月 「トラッドバー・ホワイトホース」を出店。
- 2006年6月 レンタルビデオ店「オズ鳥取駅南店」を出店。
- 2006年8月11日 株式会社アクロス（現：有信アクロス株式会社）とのフランチャイズ契約により、インターネットカフェ「コミックバスター・ドロシー鳥取店」を出店。
- 2006年11月 「トラッドバー・ホワイトホースII」を出店。
- 2007年1月 「ハニーアイス」のフランチャイズ事業を開始。
- 2007年5月 「ハニーアイス鳥取店」を出店。
- 2007年7月 「ハニーアイス津山店」を出店。
- 2008年 株式会社アクロスとのフランチャイズ契約を解消し、「コミックバスター・ドロシー」を「ネットカフェ・ドロシー」に改称。
- 2013年12月21日 「ネットカフェ・ドロシー松江店」を出店。

## トラッドバー・ホワイトホース
- 鳥取県
  - トラッドバー・ホワイトホース（鳥取市）
  - トラッドバー・ホワイトホースII（鳥取市）

## オズ

### 店舗の一覧
- 鳥取県
  - 鳥取駅南店（鳥取市）：ネットカフェ・ドロシーとの複合店舗

## ネットカフェ・ドロシー

### 店舗の設備・特徴
- 会員制を採用している。入会金は無料。

#### 主なサービス・設備・特徴
- 日本複合カフェ協会未加盟、テレビゲーム機 PS2ゲーム・DVDソフト類・使用許諾を得て導入。
- 雑誌、漫画の閲覧
- インターネットアクセスができるパソコン
- オンラインゲーム
- ドリンクバー

店舗によってサービス内容は一部異なる。

### 店舗の一覧
- 鳥取県
  - 鳥取店（鳥取市）：オズとの複合店舗
  - 米子店（米子市）：セブン-イレブン米子東福原4丁目店との複合店舗
- 島根県
  - 松江店（松江市）

## ハニーアイス

### 店舗の一覧
- 鳥取県
  - 鳥取店（鳥取市）：スーパーモール鳥取（カインズ鳥取店内）
- 岡山県
  - 津山店（津山市）：カインズモール津山店内